# 東濃鉄道キハ10形気動車
東濃鉄道キハ10形気動車（とうのうてつどうキハ10がたきどうしゃ）は、かつて東濃鉄道駄知線・笠原線で使用されていたガソリンカーである。
キハ12の1両のみ存在した。なお、番号の12は11が欠番ということではなく、1は形式のキハ10形。2は駄知鉄道の気動車の2号機という意味で、駄知鉄道キハ1との連番である。

## 概要
駄知鉄道が1931年（昭和6年）に導入した、日本車輌製の半鋼製車体を持つガソリンカーで、偏心動台車と付随台車をもつボギー車（機械式）である。片側には鮮魚台（バケット）が設置されている。ガソリンエンジンはウォーケシャ6SRL (60.2kw) を搭載していた。
戦時中はガソリン不足のため付随車として使用され、キハ23や蒸気機関車に牽引されていた。戦後、ガソリンカーとして復活するが、1950年（昭和25年）に駄知線が電化されると笠原線に転属。付随車として使用され、1963年（昭和38年）に廃車となる。

## 主要諸元
- 全長：10,084mm
- 全幅：2,640mm
- 全高：3,455mm
- 自重：9.5t
- 定員：50名（座席24名）
- 走行装置
  - 機関：ウォーケシャ6SRL 60.2kw/1500rpm
  - 変速機：機械式